# Día del Cómic Gratis
El Día del Cómic Gratis (en inglés: «Free Comic Book Day») es una jornada anual que promueve la lectura de cómics. Este día las librerías especializadas, entre otras iniciativas, regalan ejemplares publicados expresamente por las editoriales. La iniciativa surgió en los Estados Unidos de la mano de Joe Field y se celebró por primera vez en el año 2002, el día del estreno de la película Spider-Man, y desde entonces el DCG tiene lugar el primer sábado de mayo.
En España, el Día del Cómic Gratis se celebra desde 2010.
En Perú, el Día del Cómic Gratis se celebra desde 2011.
En República Dominicana, el Día del Cómic Gratis se celebra desde 2021.
México tiene su propia fecha para el DCG, y es el segundo sábado del mes de agosto.

## Historia
El Día del Cómic Gratis fue concebido por Joe Field, un minorista de cómics con sede en California, promotor de eventos y socio de WonderCon.  En 2001, Field observó cómo los largometrajes de éxito basados en franquicias de cómics estaban proporcionando a la industria del cómic un cambio cultural y financiero positivo tras la crisis especulativa de mediados de los años noventa.   Inspirado por la Noche de Scoop Gratis en la heladería Baskin-Robbins al lado de su tienda, Field propuso el Día del Cómic Gratis en su agosto. 2001 Columna "Big Picture" en la revista Comics & Games Retailer.   La columna recibió una reacción positiva y el cofundador de Image Comics, Jim Valentino, sugirió que el primer FCBD coincidiera con el fin de semana de estreno del largometraje Spider-Man de 2002, para aprovechar la fuerte promoción de la película y la prensa relacionada con el medio del cómic. El primer evento se realizó en mayo. 4 de 2002, el día después del estreno de la película, y sus primeros cuatro cómics gratuitos fueron Ultimate Spider-Man #1 de Marvel Comics (una reimpresión de su número publicado en 2000), el one-shot Star Wars Tales de Dark Horse Comics: El arma de un Jedi, Image Comics/Top Cow Productions, el one-shot Tomb Raider #1 1⁄2 y el primer número del cómic Justice League Adventures de DC Comics (basado en la serie de televisión animada Justice League).  El evento suele celebrarse el primer sábado de mayo y, a menudo, se realiza una promoción cruzada con el estreno de la primera película de superhéroes de gran presupuesto del verano.
Según Diamond Comic Distributors, más de 2.000 tiendas participaron en el Día inaugural del cómic gratuito y regalaron más de 2 millones de cómics de 4 editores. El año siguiente, 29 Participaron los editores. FCBD 2012 superó el millón de asistentes, con más de 3,5 Millones de cómics regalados. En 2015, 2.340 minoristas pidieron 5,6 Millones de cómics para regalar. 

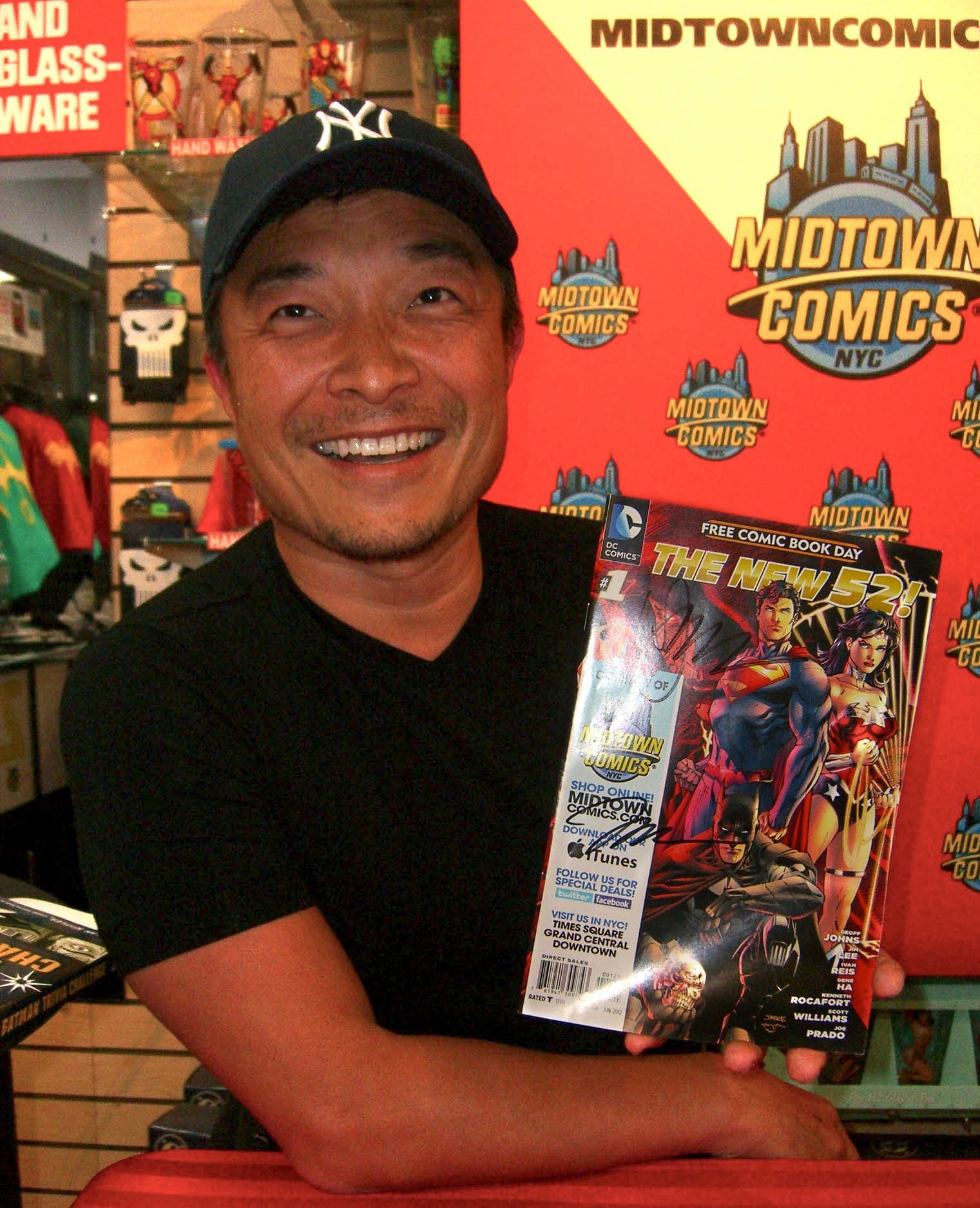
El artista Jim Lee sostiene una edición FCBD firmada de The New 52 en Midtown Comics en Manhattan.

Mientras reparten cómics gratuitos en FCBD, los minoristas participantes suelen realizar promociones adicionales. Esto puede incluir ventas de productos seleccionados, firmas de creadores, rifas de premios, concursos de cosplay, campañas benéficas, karaoke y exhibiciones de arte.  El evento creció rápidamente hasta convertirse en una importante celebración de la cultura del cómic y los clubes de fans pueden ofrecerse como voluntarios para apoyar a las tiendas locales y ayudar a gestionar la multitud de personas atraídas por el evento. Se pueden reclutar cosplayers para entretener las filas afuera de las tiendas y posar para las fotos.
Entre algunos minoristas, FCBD ha estado organizado de manera más grandiosa. Una promoción cruzada de "shop hop" del FCBD en Londres, Ontario, Canadá, anima a las personas a visitar cinco tiendas de cómics del centro para participar en un sorteo de premios, y se ha convertido en un festival callejero. Los cosplayers desfilan por la calle, que está llena de murales, y muchos otros negocios a lo largo de la ruta se adaptan al tema. Mesa, Arizona, y Portsmouth, Inglaterra, han ampliado el FCBD hasta convertirlo en una convención de cómics de dos días.
La pandemia de COVID-19 provocó la cancelación del FCBD 2020.  Alt Free Comic Days se llevó a cabo en línea ese fin de semana y transmitió paneles de discusión con creadores y artistas de cómics.  A mediados de junio, Diamond Comics anunció que los títulos previstos se lanzarían semanalmente como Free Comic Book Summer a partir de julio. 15 a septiembre 9.    En 2021, el FCBD se celebró en agosto. 14, cuando las restricciones de COVID-19 se habían aliviado un poco.  El evento de ese año fue recibido como un gran día para los fanáticos en ausencia de convenciones de cómics y otras reuniones importantes.   Sin embargo, los retrasos en los envíos provocaron que el evento se pospusiera para los minoristas extranjeros.  El vigésimo aniversario del evento se celebró el 7 de mayo de 2022. 

## Eventos
| N.º        | Fecha                | Película asociada                           |
| ---------- | -------------------- | ------------------------------------------- |
| 1          | 4 de mayo de 2002    | Spider-Man                                  |
| 2          | 3 de mayo de 2003    | X2                                          |
| 3          | Jul 3, 2004          | Spider-Man 2                                |
| 4          | 7 de mayo de 2005    | ninguna                                     |
| 5          | 6 de mayo de 2006    | ninguna                                     |
| 6          | 5 de mayo de 2007    | Spider-Man 3                                |
| 7          | 3 de mayo de 2008    | Iron Man                                    |
| 8          | 2 de mayo de 2009    | X-Men Origins: Wolverine                    |
| 9          | 1 de mayo de 2010    | Iron Man 2                                  |
| 10         | 7 de mayo de 2011    | Thor                                        |
| 11         | 5 de mayo de 2012    | The Avengers                                |
| 12         | 4 de mayo de 2013    | Iron Man 3                                  |
| 13         | 3 de mayo de 2014    | The Amazing Spider-Man 2                    |
| 14         | 2 de mayo de 2015    | Avengers: Age of Ultron                     |
| 15         | 7 de mayo de 2016    | Captain America: Civil War                  |
| 16         | 6 de mayo de 2017    | Guardians of the Galaxy Vol. 2              |
| 17         | 5 de mayo de 2018    | Venom                                       |
| 18         | 4 de mayo de 2019    | ninguna                                     |
| FCB Summer | Jul 15 – Sep 9, 2020 | ninguna                                     |
| 19         | Aug 14, 2021         |                                             |
| 20         | 7 de mayo de 2022    | Doctor Strange in the Multiverse of Madness |
| 21         | 6 de mayo de 2023    | Guardians of the Galaxy Vol. 3              |
| 22         | 4 de mayo de 2024    |                                             |

## Productos

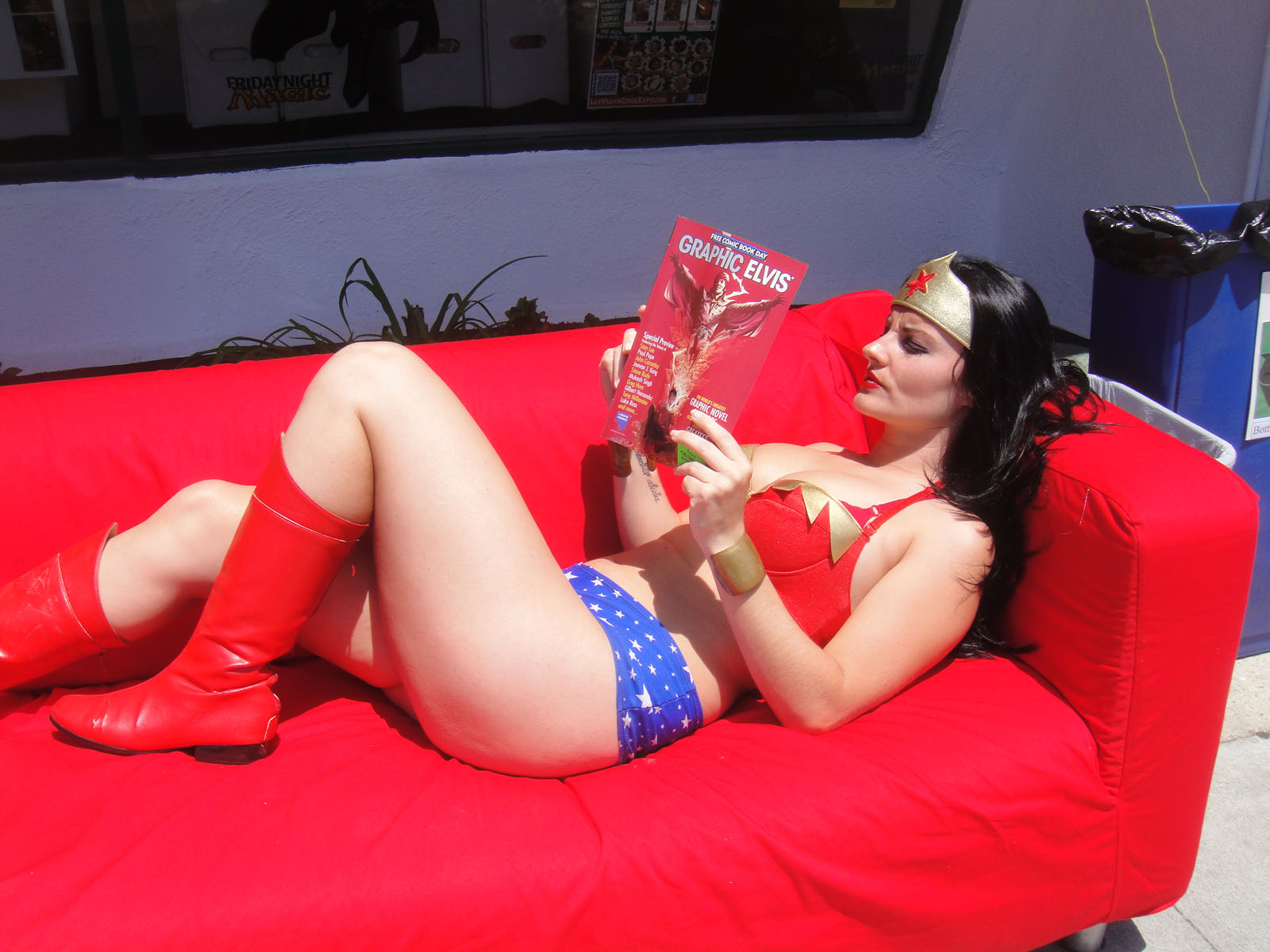
Una cosplayer de Wonder Woman lee una edición FCBD de Graphic Elvis de la editorial independiente Liquid Comics.

El objetivo de la promoción es mostrar la amplitud de la industria del cómic poniendo libros de historietas en manos de personas que de otro modo no leerían cómics, o de lectores de cómics que de otro modo no leerían esos títulos.  Al menos 50 títulos estuvieron disponibles en FCBD cada año entre 2014 y 2018. La mayoría de los cómics del FCBD se producen específicamente para la promoción y pueden convertirse en artículos de colección. En algunas ocasiones, los minoristas se han asociado con editores para crear portadas personalizadas exclusivas para sus tiendas.
La mayoría de los libros son historias completas de un solo número de 32 páginas que sirven como punto de introducción para los recién llegados. Estos pueden ser en forma de un preludio de "cuestión cero" [note 6] a un nuevo arco argumental. También ha habido libros animados con dos historias separadas, o muestras con varias piezas cortas. Los títulos de no ficción incluyen guías para coleccionistas, libros de arte, biografías de creadores destacados e historias de la industria del cómic.  Para 2020, se agregaron clasificaciones por edad para identificar contenido para todas las edades, para adolescentes y para adultos.  Las tiendas también pueden recibir carteles u otros productos para regalar en promociones cruzadas con películas asociadas.

## Recepción
El primer Día Gratuito del Cómic (y su organizador Joe Field) recibió el premio Lulu del Año en 2003 de manos de Friends of Lulu, una organización dedicada a aumentar la participación de niñas y mujeres en la industria del cómic. 
Según los organizadores, en la década de 2010, el evento atrajo cada año a alrededor de un millón de personas a las tiendas de cómics y regaló alrededor de cinco Millones de cómics.  Marc Nix de IGN calificó a FCBD como una "maravillosa fiesta de nerd cómico" y F. Andrew Taylor del Las Vegas Review-Journal dijo que era como "una combinación de Navidad, Halloween y Burning Man" para los fanáticos.  Scott Thill de Wired escribió que "la cultura libre rara vez ha dado tan buenos resultados, para los fans o los editores". Diamond Comics informó que la cobertura mediática del evento de 2014 equivalió a 3,2 dólares. millones en publicidad.
Ha habido críticas sobre el enfoque del evento, cuestionando si centrar las promociones en las tiendas de cómics es la mejor manera de llegar a nuevos lectores de cómics. Otras críticas se centran en la selección de títulos y su costo para los minoristas. Muchos minoristas sólo piden los títulos que saben que son comercializables en sus tiendas, y se muestran reacios a invertir en la promoción de títulos que no pueden vender durante el resto del año. Esto da como resultado la promoción de los mismos títulos que los clientes ya están leyendo en lugar de exponerlos a títulos nuevos. La cantidad de títulos también ha causado preocupación entre el personal minorista y los periodistas, a quienes les resulta difícil familiarizarse con los 50 o 60 títulos para hacer recomendaciones.